# Gracia Mendes Nassi
Gracia Mendes Nassi( înainte de întoarcerea la iudaism - în portugheză Beatriz de Luna Miques, 1510 Lisabona - 1569) este o femeie de afaceri, evreică portugheză, conducătoare comunitară și filantroapă, care a activat mai ales în Țările de Jos și în Imperiul Otoman. Cunoscută în istorie și ca Doña Gracia, a fost soacra diplomatului și omului de afaceri José Miques sau Don Yosséf Nassí.

## Date familiale și anii tinereții
Gracia Mendes Nassi s-a născut la Lisabona  în anul 1510 într-o familie venerabilă de conversos sau "noi creștini" - dintre evreii care fuseseră convertiți cu forța la sfârșitul secolului al XV-lea din porunca regelui Portugaliei, după expulzarea lor din Regatul spaniol.
Familia Graciei era originară din Aragon și ajunsese în Portugalia după edictul de expulzare a evreilor spanioli în 1492. 
Numele Gracia, se pare, corespundea celui ebraic de Hanna, adică purtătoare de har. 
Ea s-a căsătorit în anul 1528 printr-o dublă ceremonie - publică catolică, și secretă cripto-iudaică, cu semnarea unui contract de căsătorie ketuba, după tradiția evreiască, cu Francisco Mendes, (la origine Tzemah Benveniste). Francisco Mendes și fratele sau , Diogo (Meir Benveniste), erau proprietarii unei importante companii comerciale și ai unei bănci - Casa Mendes - având reprezentanți în multe țări europene și în bazinul mediteranean și activă în mod deosebit în negoțul de mirodenii, ca de pildă piperul, adus din India.

## Activitatea ei financiară în Europa
Când în 1538 soțul ei, Francisco, a murit, lăsând văduva singură cu fetița lor, Brianda, cunoscută în familie ca Reyna (adica "regina"), cumnatul ei Diogo s-a mutat la Antwerpen, pe atunci posesiune a Habsburgilor, și a deschis acolo o filială a Băncii Mendes, bucurându-se și de ajutorul unei rude din localitate, rabinul Avraham Benveniste.
Gracia a venit și ea să i se alăture.
Dar decesul lui Diogo în 1542 a făcut-o să preia ea însăși conducerea imperiului comercial
și cu acest prilej s-a dovedit în continuare o bună administratoare și femeie de afaceri.
În 1544 împreună cu o familie numeroasă, inclusiv fiica, sora,  și nepoata ei de soră, Dona Gracia a părăsit Antwerpen și a peregrinat vreme de câțiva ani prin mai multe țări europene. 
Banca ei a avut legături financiare cu multe din casele domnitoare din vremea aceea, cu regele Henric al II-lea al Franței, Henric al VIII-lea al Angliei, Carol Quintul al Spaniei și al Sfântului Imperiul Roman-German, cu Maria a Austriei (1505-1558), regenta Țărilor de Jos, cu papii Paul al III-lea și Paul al IV-lea și cu sultanul otoman Soliman Magnificul. 
Datorită marii avuții pe care a posedat-o și a însemnătății rolului ei în comerțul european, Dona Gracia s-a bucurat de influență la curțile regilor si papilor menționați și astfel a reușit uneori să apere pe acei dintre „conversos” care se aflau in pericol, și să răscumpere pe unii din evreii care căzuseră ostatici în mâinile piraților. 
Se spune că, prin plăți și daruri făcute Papei, ea a izbutit să obțină amânarea creării Tribunalului inchizitorial în Portugalia.
Drept centru al afacerilor ei a ales mai întâi Veneția 1544.
Prin anul 1549, se zice că, în vremea unei epidemii, în urma unui denunț, motivat de invidie, din partea surorii ei, Gracia Mendes a fost arestată sub motivul că se pregătea să se reconvertească la iudaism și să fugă cu averea ei în Turcia.
Don José Miques, nepotul ei, fiu al fratelui răposatului ei soț,  împreună cu Avraham Benveniste, au apelat la ajutorul sultanului Soliman al II - lea, și la medicul și sfetnicul evreu al acestuia, Moshe Hemon. Ca urmare, un sol otoman a fost trimis la Veneția și a reușit să obțină punerea în libertate a Graciei.    
În cele din urmă Dona Gracia Mendes s-a mutat la Ferrara, unde, în atmosfera tolerantă promovată de familia domnitoare d'Este, și-a putut permite liber întoarcerea la credința strămoșilor sub numele Gracia Nassi (sau Nací) La Ferrara ea s-a distins și prin inițiative de mecenat, ca de pildă, se crede că ar fi fost motorul în spatele finanțarii unei noi traduceri din surse evreiești iberice (1550) și apoi a tipăririi Bibliei (1553) în limba spaniolă, de către Abraham Usque, ediție în două versiuni - pentru creștini și pentru evrei -cunoscută sub numele de Biblia din Ferrara.

## Activitatea Doñei Gracia în Imperiul Otoman
În cele din urmă s-a instalat la Istanbul, unde a fost călduros primită de către sultanul Soliman Magnificul.
Din capitala otomană Gracia Mendes a sprijinit unele inițiative de întărire a comunității evreiești din Țara Sfântă, de asemenea a sprijinit editarea de cărți evreiești în cartierul Haskoÿ din Istanbul, precum și în orașele italiene.
În 1556 când Papa a condamnat la ardere pe rug un grup de conversos din Portugalia care reveniseră la iudaism, se spune ca Gracia Nassi a organizat un embargo contra portului papal Ancona.
După ce a ajutat material pe sultan în conflictele cu câțiva din pretendenții la tronul otoman, Doña Gracia a obținut în anul 1558 de la Soliman o arendă asupra orașului Tiberiada din Palestina pentru o sumă anuală de 1000 ducați. După încă trei ani, José Miques, cunoscut ca Don Yosséf Nassí, a obținut de la sultan autoritatea asupra orașelor Tiberiada și Safed (Tzfat), unde el a contribuit la reînvierea vieții spirituale și materiale evreiești. 
Doña Gracia a devenit un personaj admirat în toate obștile evreiești din lumea renascentistă, fiind supranumită de coreligionarii ei „Inima poporului”, sau mai pe scurt „Señora” (Doamna).
A murit în anul 1569.